# The Number of the Beast (canção)
"The Number of the Beast" é uma canção da banda inglesa de heavy metal Iron Maiden. É o sétimo single lançado e o segundo single de seu álbum de estúdio de 1982 com o mesmo nome. Foi relançada em 2005 e também antes disso em 1990 na caixa The First Ten Years em CD e vinil de 12 polegadas, no qual foi combinado com o single anterior, "Run to the Hills".
A música foi escrita inspirada em um pesadelo do fundador da banda, Steve Harris após ver o filme Damien: Omen II (A Profecia II) e na história do poema Tam o' Shanter. "The Number of the Beast" é um dos maiores sucessos da banda e é sempre executada durante concertos e chegou ao décimo oitavo lugar das paradas britânicas. A canção é bastante conhecida pelo estridente e grutal grito de Bruce Dickinson segundos após a introdução. No documentário sobre o álbum de mesmo nome, parte da série Classic Albums da BBC, Dickinson conta que o produtor Martin Birch forçava ele a cantar durante várias vezes as quatro primeiras linhas durante várias e várias horas. Todo esse treino culminou em um tom cada vez mais estridente do grito no começo da música.
A frase de abertura "Woe to you O earth and sea for the Devil sends the beast with wrath because he knows the time is short (Ai dos que habitam na terra e no mar; porque o diabo desceu a vós, e tem grande ira, sabendo que já tem pouco tempo)/Let him who hath understanding reckon the number of the beast for it is a human number/its number is six hundred and sixty six (Aquele que tem entendimento, calcule o número da besta; porque é um número do homem, e o seu número é seiscentos e sessenta e seis)" foi tirada diretamente do livro Apocalipse (12:12) e (13:18). Ela foi gravada pelo ator britânico Barry Clayton, após a banda cotejar - sem sucesso - pelos serviços de Vincent Price.

## Capa do single
O desenho da capa do single mostra Eddie segurando a cabeça do Diabo. Essa capa é uma espécie de rescaldo da capa do single anterior, em que Eddie aparece lutando contra o Diabo. Existe uma versão muito rara do single em vinil vermelho.

## Vídeo
O videoclipe original mostra a banda tocando a música com pequenas cenas de filmes de terror intercaladas incluindo Godzilla, War of the Colossal Beast, The Crimson Ghost, How to Make a Monster, Nosferatu e The Angry Red Planet. O logotipo do The Misfits também aparece rapidamente na tela. Além dessa, também existem outras referências ao The Misfits no videoclipe, como a aparição do monstro do filme The Angry Red Planet que foram utilizados na capa do álbum Walk Among Us da banda. Durante a metade do solo de guitarra, um casal de dançarinos, cada um com uma placa escrito "6" pendurada nas costas aparece fazendo passos de dança no meio do palco em que a banda está tocando. A dançarina depois aparece com uma mascara de lobo e Eddie aparece também no meio do palco ao final da música. Uma versão alternativa do vídeo existe onde as cenas dos filmes são omitidos e o vídeo é, basicamente, a banda tocando a música (apesar de o casal dançando ainda aparecer). Também existe um outro vídeo (disponível no DVD Visions of the Beast), com animações em flash.

## Legado
A canção ficou em sétimo lugar no VH1's 40 Greatest Metal Songs.
A música já ganhou diversos covers de várias bandas ao redor do mundo, e é considerada um dos maiores sucessos e a canção mais conhecida da banda.
Os videogames Tony Hawk's Pro Skater 4 e Guitar Hero III: Legends of Rock possuem a música em suas trilhas sonoras.

## Controvérsias
A música, na época em que foi lançado o álbum em 1982 foi alvo de algumas criticas nos Estados Unidos e de acusações que o Iron Maiden podia ser um grupo satânico, o que levou Harris a esclarecer que o tema da música não era adoração ao satanás, mas sim a narração de um pesadelo.
Quando o videoclipe foi exibido pela primeira vez na MTV a aparição de Eddie no final foi editada após queixas de espectadores assustados.

## Lista de reprodução
1. "The Number of the Beast"
2. "Remember Tomorrow"

### Single de 2005
1. "The Number of the Beast" (versão de estúdio original de 1982) (Steve Harris)
2. "The Number of the Beast" (ao vivo na Brixton Academy, Londres - Março de 2002) (Steve Harris)
3. "Hallowed Be Thy Name" (ao vivo na Brixton Academy, Londres - Março de 2002) (Steve Harris)
4. VIDEO - "The Number of the Beast" (versão original de 1982) (Steve Harris)
5. VIDEO - "The Number of the Beast" (ao vivo em 2002) (Steve Harris)

## Créditos
- Bruce Dickinson – vocal
- Dave Murray – guitarra
- Adrian Smith – guitarra, vocal de apoio
- Steve Harris – baixo, vocal de apoio
- Clive Burr – bateria (original)
- Nicko McBrain - bateria (versão ao vivo de 2002)